# Calciumcitrat
Calciumcitrat, das Calciumsalz der Citronensäure, ist ein weißer, geruchloser, geschmacksneutraler, kristalliner Feststoff.

## Gewinnung und Darstellung
Die Herstellung erfolgt durch Neutralisation von Citronensäure mittels einer Calciumquelle wie Calciumhydroxid. Bei dieser exothermen Fällungsreaktion werden pro Teil Calciumcitrat vier Moleküle Wasser als Kristallwasser gebunden.
{\displaystyle \mathrm {3\ Ca(OH)_{2}+2\ C_{6}H_{8}O_{7}\longrightarrow Ca_{3}(C_{6}H_{5}O_{7})_{2}+6\ H_{2}O} }
Calciumhydroxid und Citronensäure reagieren zu Tricalciumdicitrat und Wasser.
Analog zu dieser Reaktionsgleichung ist Calciumcitrat ein Zwischenprodukt bei der Herstellung von Citronensäure aus Zitrusfrüchten.

## Eigenschaften
Calciumcitrat enthält, bezogen auf die Molare Masse des Tetrahydrats C12H10Ca3O14 · 4 H2O, rund 21 % Calcium. Die Wasserlöslichkeit steigt mit sinkender Temperatur (inverse Löslichkeit) und sinkendem pH-Wert. Aufgrund der höheren Löslichkeit im Vergleich zu anorganischen Calciumsalzen wie Calciumcarbonat oder Calciumphosphat ist die Bioverfügbarkeit des im Calciumcitrat enthaltenen Calciums höher.

## Verwendung
Neben dem lange bekannten positiven Einfluss von Calcium auf die Knochendichte (s. Osteoporose) zeigen neuere Untersuchungen, dass bei einer ausreichenden Calciumzufuhr auch das Risiko für Übergewicht und Adipositas sinkt. Aus diesen Gründen wird Calciumcitrat Nahrungsmitteln zur Calciumanreicherung zugesetzt und für Nahrungsergänzungsmittel (Functional Food) verwendet. Es wird aber auch als Säureregulator und Stabilisator und in Arznei-, Futter- und Zahnpflegemitteln eingesetzt. Es ist in der EU als Lebensmittelzusatzstoff der Nummer E 333 zugelassen.

## Vorkommen
Calciumcitrat konnte in Form des sehr seltenen Minerals Earlandit in Tiefseesedimenten der Weddellsee nachgewiesen werden.